# Nuevo Álamos
Nuevo Álamos är en ort i Mexiko.   Den ligger i kommunen Colón och delstaten Querétaro Arteaga, i den centrala delen av landet, 190 km nordväst om huvudstaden Mexico City. Nuevo Álamos ligger 2 288 meter över havet och antalet invånare är 224.
Terrängen runt Nuevo Álamos är kuperad. Runt Nuevo Álamos är det ganska tätbefolkat, med 67 invånare per kvadratkilometer. Närmaste större samhälle är Colón, 15,0 km öster om Nuevo Álamos. Trakten runt Nuevo Álamos består i huvudsak av gräsmarker.